# Rick Petko
Rick Petko (11 septembre 1968) est un membre du personnels de Orange County Choppers et un des personnages récurrents d'American Chopper. Il est employé à OCC depuis 2004 où il participe activement à la construction des Choppers.
Lors d'une interview de Mikey destiné au site d'OCC nous pouvons savoir qu'il aime tous les films concernant les vieux modèles de motos et que sa moto favorite à OCC est la Old school 10-up

## Compléments

### Collègues
- Paul Teutul senior
- Paul Teutul junior
- Michael "Mikey" Teutul
- Vinnie DiMartino
- Jason Pohl
- Cody Connolly
- Nick Hansford
- Jim Quinn
- Christian Welter